# Stanley et Iris
Pour plus de détails, voir Fiche technique et Distribution.
Stanley et Iris (Stanley and Iris) est un film américain de Martin Ritt sorti en 1990 et mettant en vedette Jane Fonda et Robert De Niro. Le scénario de Harriet Frank Jr. et Irving Ravetch est tiré du roman de Pat Barker Union Street. La musique originale est composée par John Williams et la photographie est de Donald McAlpine.

## Synopsis
Un cuisinier analphabète travaillant dans une cafétéria commerciale tente d'attirer l'attention d'une jeune veuve. Au fur et à mesure qu'ils apprennent à se connaître l'un l'autre, elle découvre son incapacité à lire. Quand il perd son emploi, elle prend sur elle de lui apprendre à lire dans sa cuisine chaque soir.

## Fiche technique
- Titre original : Stanley & Iris
- Classification : tous publics
- Durée : 1h44
- Réalisation : Martin Ritt
- Scénario : Pat Barker, Harriet Frank Jr. et Irving Ravetch
- Genre : drame, romantique
- Photographie : Donald McAlpine
- Montage : Sidney Levin
- Musique : John Williams
- Production : Arlene Sellers et Allen Winitsky
- Société de distribution : Metro-Goldwyn-Mayer
- Sociétés de production : Metro-Goldwyn-Mayer, Lantana et Star Partners II Ltd.
- Lieux de tournage : Waterbury, Connecticut, États-Unis
- Pays de production :  États-Unis
- Langue : anglais
- Date de sortie :
  - États-Unis : 9 février 1990
  - Canada : 9 février 1990
  - France : 25 avril 1990

## Distribution
- Robert De Niro (VF : Jacques Frantz) : Stanley Cox
- Jane Fonda (VF : Frédérique Tirmont) : Iris King
- Swoosie Kurtz : Sharon
- Martha Plimpton : Kelly
- Harley Cross : Richard
- Jamey Sheridan : Joe
- Feodor Chaliapin Jr. : Leonides Cox
- Zohra Lampert : Elaine
- Loretta Devine : Bertha
- Julie Garfield : Belinda
- Karen Ludwig : Melissa
- Kathy Kinney : Bernice
- Laurel Lyle : Muriel
- Mary Testa : Joanne
- Katherine Cortez : Jan

## Différences avec le roman
Le film est tiré du roman anglais de 1982 Union Street écrit par Pat Barker. Le roman se déroule dans le Nord-Est de l'Angleterre dans les années 1970, et raconte l'histoire de sept femmes de classe ouvrière vivant toutes dans la même rue. Bien que l'adaptation cinématographique soit surtout un film romantique, le roman aborde des thèmes tels que la prostitution, le viol, l'avortement et les maladies en phase terminale et est beaucoup plus sombre. Beaucoup de personnages qui apparaissent dans le roman n'apparaissent pas dans le film.